# Потери США в миротворческой операции ООН в Мали
Потери США в миротворческой операции ООН в Мали включают в себя боевые и небоевые потери США на территории Мали.

## История

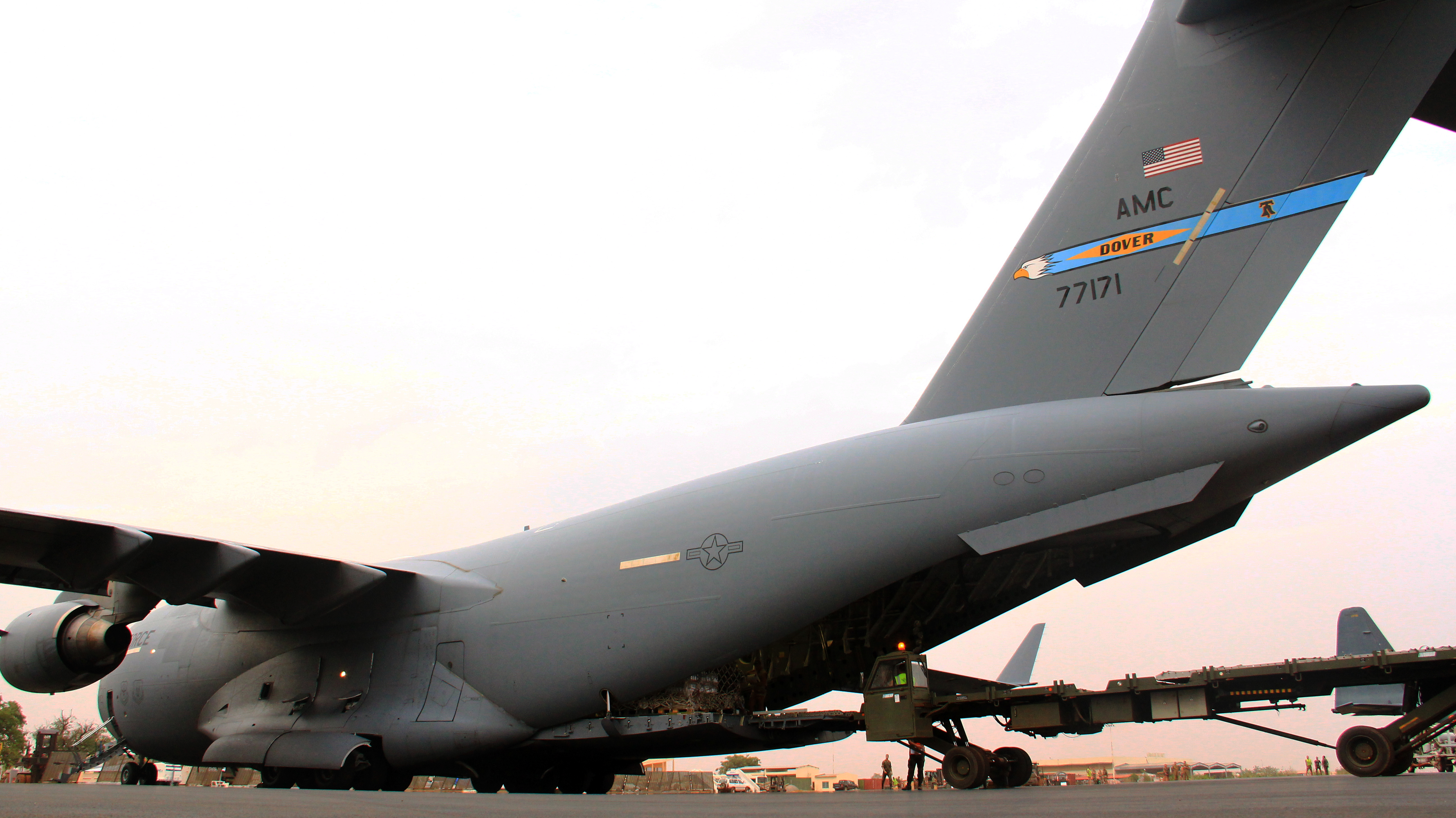
транспортный самолёт С-17 ВВС США, доставивший груз военного назначения с авиабазы Истр во Франции для французских войск в Мали (25 января 2013)

По официальным данным правительства США, после военного переворота в Мали весной 2012 года сотрудничество с Мали было прекращено к концу марта 2012 года. Однако 20 апреля 2012 года в городе Бамако в реку Нигер упал с моста арендованный в местной компании по прокату автомашин внедорожник «Toyota Land Cruiser», в котором погибли три военнослужащих сил специальных операций США (капитан Daniel H. Utley, сержант первого класса Marciano E. Myrthil и мастер-сержант Trevor J. Bast). Правительство США официально признало их гибель, однако не сообщило, чем именно занимались военнослужащие на территории этой страны.
11 января 2013 года Франция начала на территории страны военную операцию «Сервал».
США начали оказание помощи французским войскам (уже в январе 2013 года они предоставили транспортные самолёты для доставки грузов, самолёты-заправщики, а также разведывательные самолёты и беспилотные летательные аппараты, проводившие авиаразведку).
После подписания в конце января 2013 года соглашения о создании в Нигере базы для разведывательных БПЛА, в феврале 2013 года президент США Барак Обама отправил в Нигер 150 военнослужащих для помощи Франции в борьбе с терроризмом в Мали (в дальнейшем, общая численность военнослужащих США в Нигере была увеличена до 800 человек). Изначально на базе в городе Ниамей был размещён разведывательный беспилотник MQ-1 Predator, обеспечивавший сбор разведывательной информации для французских войск в Мали, позднее он был заменён на два беспилотных аппарата MQ-9 Reaper (9 апреля 2013 года один беспилотник MQ-9 ВВС США, выполнявший разведывательный полёт в воздушном пространстве Мали и Нигера, разбился в районе селения Dargol в результате технической неисправности).
25 апреля 2013 года Совет Безопасности ООН принял резолюцию № 2100 о проведении комплексной операции по стабилизации обстановки в Мали (MINUSMA).
После того, как в августе 2013 года правительство Нигерии вывело из Мали свой миротворческий контингент (1200 военнослужащих), общая численность войск ООН сократилась (до 5800 человек к 2014 году) и обстановка в стране осложнилась. Руководство ООН обратилось с просьбой к мировому сообществу выделить в Мали дополнительные силы.
20 ноября 2015 года группа террористов захватила отель «Radisson Blu» в городе Бамако, в котором проживали иностранные граждане (в том числе «контрактники», работавшие на ООН и иные иностранные структуры) и убили 19 человек. Военнослужащие сил специальных операций США оказывали помощь правительственным силам Мали в эвакуации иностранцев и проведении антитеррористической операции. В это время на территории отеля находилась машина посольства США с дипломатическими номерами, а в здании отеля - водитель этой автомашины и другие граждане США. Позднее стало известно, что среди находившихся в захваченном здании людей были 22 военных и гражданских работника министерства обороны США, но пострадавших среди них не было.
4 июня 2017 года в городе Бамако, в доме, где проживали обеспечивавшие охрану персонала и посольства США в Мали военнослужащие сводного подразделения «SOCAFRICA», был найден мёртвым «зелёный берет» (штаб-сержант Logan J. Melgar). Доставившие его в больницу два военнослужащих из спецподразделения SEAL заявили врачам, что обнаружили его в таком состоянии в его комнате и причиной его смерти является злоупотребление алкоголем. В дальнейшем, в ходе расследования было установлено, что погибший был задушен этими военнослужащими (в итоге, он был признан умершим в результате обстоятельств, не связанных с боевыми действиями).
4 октября 2017 года в районе селения Тонго-Тонго (в регионе Тиллабери на территории Нигера, недалеко от границы с Мали) попало в засаду сводное подразделение из 12 военнослужащих США и 30 военнослужащих Нигера, передвигавшихся на восьми внедорожниках (потери США составили 4 военнослужащих погибшими, также были утрачены две или три из четырёх автомашин США и другое военное имущество США). Это были крупнейшие единовременные потери вооружённых сил США на Африканском континенте после сражения в Могадишо 3 — 4 октября 1993 года). После этого происшествия, военнослужащие США в Мали начали действовать осторожнее, сведения о общей численности военнослужащих США в Мали были засекречены.
14 апреля 2018 года свыше 30 боевиков атаковали военную базу сил ООН «Super Camp» в районе аэропорта Тимбукту — сначала базу обстреляли из миномётов, затем окружавшая базу стена была проломлена взрывами двух автомашин со взрывчаткой, после чего на территорию базы попыталась проникнуть группа из примерно 30 боевиков, одетых в военную форму, напоминавшую униформу военнослужащих войск ООН и армии Мали. Находившиеся на базе военнослужащие MINUSMA (из Франции, Буркина-Фасо и четверо военнослужащих США) вступили с бой с нападавшими, на помощь им прилетел вертолёт MD.500 сальвадорского контингента ООН, но экипаж не смог оказать помощь, так как у них не получилось идентифицировать защитников базы и атакующих боевиков. Потери сил ООН составили 1 человека убитым из контингента Буркина-Фасо и 7 человек ранеными; также были ранены четверо военнослужащих Франции, не входившие в состав сил ООН. Из четырёх военнослужащих США два были ранены взрывом заминированного грузовика и два других — травмированы. Потери нападавших составили 15 человек убитыми.
23 января 2022 года в ходе миномётного обстрела французской военной базы в городе Гао был ранен военнослужащий США (который получил не угрожающие жизни ранения и после оказания неотложной медицинской помощи — был эвакуирован в военный госпиталь «Landstuhl Regional Medical Center» для продолжения лечения)
30 июня 2023 года Совет Безопасности ООН единогласно принял резолюцию о завершении миссии ООН в Мали.

## Сведения о потерях США в Мали
По официальным данным ООН, за период с начала операции 25 апреля 2013 года до 30 июня 2023 года в ходе операции MINUSMA в Мали погибли 311 миротворцев ООН (в том числе 1 гражданин США).
Однако следует учитывать, что в это время на территории Мали находились военнослужащие и государственные гражданские служащие США, не входившие в состав миротворческих сил ООН (находившиеся в ведении U.S. AFRICOM). Также, в столице Мали (городе Бамако) действовало посольство США (охрану которого обеспечивали подразделение морских пехотинцев U.S. Embassy Security Guard и сводное подразделение спецназа «SOCAFRICA»).
Фактические потери США в Мали (с учётом лиц, не входивших в состав миротворческого контингента ООН в Мали) в период с 20 апреля 2012 года составляют не менее 5 человек погибшими и не менее 5 человек ранеными и травмированными.
В перечисленные выше потери не включены потери «контрактников» США (сотрудники иностранных частных военных и охранных компаний, компаний по разминированию, экипажи авиатехники, водители автомашин, переводчики, а также иной гражданский персонал, действующий на территории этой страны с разрешения и в интересах США):
- по официальным данным Министерства труда США, только в период до 31 декабря 2022 года в Мали пострадали 39 «контрактников» США (но имена, гражданство и другие сведения о пострадавших не сообщаются)[24]

В перечисленные выше потери не включены сведения о финансовых расходах на участие в операции, потерях в технике, вооружении и ином военном имуществе американского контингента в Мали. Помимо прямых военных расходов, США предоставляли военную помощь Мали.
- по официальным данным США, только в 2021 году размер помощи США составил 138 млн. долларов США (в эту сумму включено материально-техническое обеспечение, а также обучение сотрудников сил безопасности в сфере противодействия терроризму). После 22 марта 2022 года оказание помощи Мали прекратили[22]